# ناثانيل ميلر
ناثانيل ميلر هو لاعب كرة الماء كندي، ولد في 21 سبتمبر 1979 في مونتريال في كندا.

## وصلات خارجية
- ناثانيل ميلر على موقع الاتحاد الدولي للسباحة (الإنجليزية)
- ناثانيل ميلر على موقع أوليمبيديا (الإنجليزية)
- ناثانيل ميلر على موقع اللجنة الأولمبية الكندية (الإنجليزية)